# Kontinentaleuropa

Kontinentaleuropa (blau)

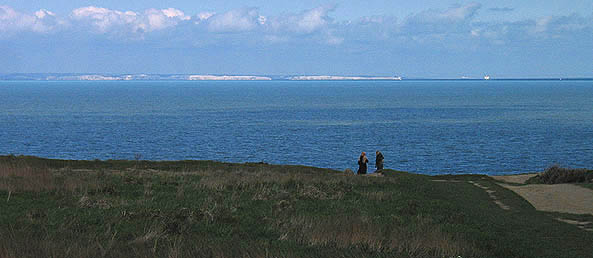
Blick von Frankreich über die Straße von Dover nach Großbritannien

Kontinentaleuropa bezeichnet geographisch gesehen den Teil Europas, der zur Hauptlandmasse des europäischen Kontinents gehört.

## Inselstaaten
Nicht kontinentale europäische Staaten sind folgende Inselstaaten, die keine Landverbindung zum europäischen Festland haben:
- Irland (auf der Insel Irland)
- Island
- Malta
- Vereinigtes Königreich (auf den Britischen Inseln)
- Zypern

Das Vereinigte Königreich nahm als Britisches Empire und Weltmacht in Europa auch eine politische Sonderstellung ein, welche die Distanz zu Kontinentaleuropa auch emotional beförderte. Die Insulaner im Vereinigten Königreich und Irland verstehen unter „Europe“ oft nur Kontinentaleuropa („on the Continent“).

## Skandinavische Halbinsel
Die Skandinavische Halbinsel mit den Staaten Norwegen und Schweden, eventuell noch erweitert um Finnland, Karelien und die Halbinsel Kola, wird in einigen engeren Definitionen nicht als Teil Kontinentaleuropas betrachtet. Dahinter stehen jedoch weniger geographische Argumente, sondern vielmehr verkehrstechnische Gegebenheiten und ein historisch gewachsenes Eigenverständnis. Die Frage, inwieweit die politische Selbstdefinition der nordischen Staaten ihre Auffassungen berührt, ein Teil des Kontinents zu sein, ist komplex. Die Antworten sind in der historischen Perspektive variabel und nicht allgemeinverbindlich.

## Geschichte

Europa im Jahre 1812
Französisches Kaiserreich
An der Kontinentalsperre teilnehmende Satellitenstaaten Frankreichs (Spanien, Rheinbund, Königreich Neapel, Königreich Italien, Schweiz und Herzogtum Warschau)
Sonstige an der Kontinentalsperre teilnehmende Staaten (Russland, Österreich, Preußen, Dänemark-Norwegen und Schweden)

Für die Kontinentalsperre von 1806 bis 1813 formte Napoleon große Teile Kontinentaleuropas zu einem Block gegen das Vereinigte Königreich und dessen Kolonien.
1846 wurde die geographische Bezeichnung in einem Erdkundebuch erwähnt. Die Bezeichnung verbreitete sich im 19. Jahrhundert in Bücher anderer Disziplinen.
Seit 1900 findet sich die geographische Bezeichnung auch in Zeitungen wieder.